# Kostel svatého Matěje (Praha)
Kostel svatého Matěje v Dejvicích je nevelký římskokatolický farní kostel postavený roku 1771 v barokním slohu. Nachází se i s přilehlým hřbitovem na návrší nad Šáreckým údolím v Praze 6-Dejvicích a tvoří dominantu dolní Šárky. Spadá do gesce II. pražského vikariátu pražské arcidiecéze. Kostel zasvěcený apoštolu Matějovi je původním cílem Matějské pouti, známé svými perníkovými betlémy.

## Historie
Vysoký ostroh nad šáreckým údolím, na kterém se kostel nachází, byl osídlen již v době bronzové. Při archeologickém průzkumu na konci 19. století byly v prostoru hřbitova obklopujícího kostel nalezeny tavicí pece na bronz, žárové hroby knovízské kultury a hroby skrčených koster lužické kultury, jakož i nálezy z doby slovanské.
Podle pověsti nechal první kostelík (rotundu), resp. kapli na tomto místě postavit v roce 971 kníže Boleslav II. Pobožný.

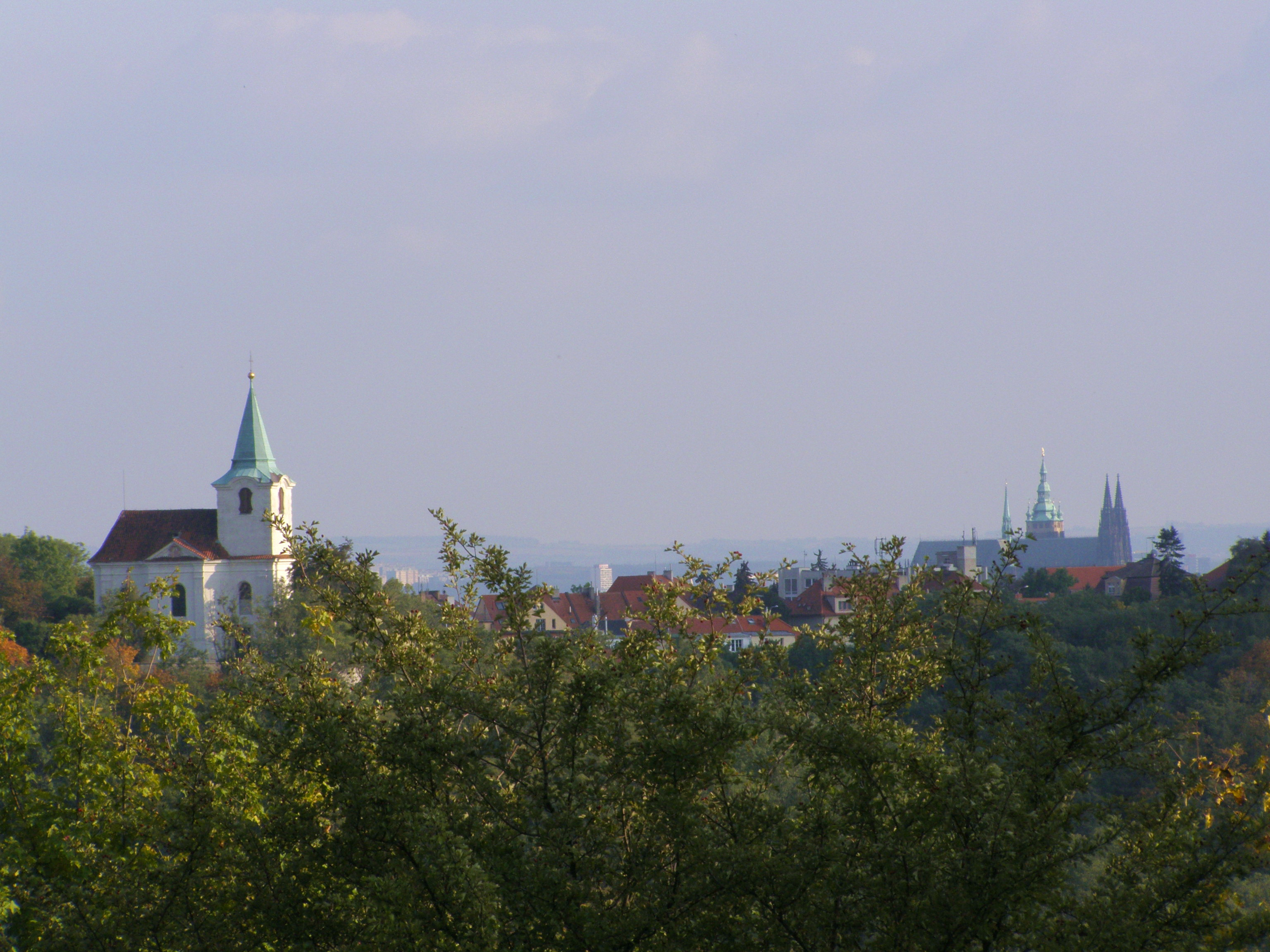
Kostel svatého Matěje, v pozadí vpravo Pražský hrad

Pověst praví, že kníže zabloudil v lese a dostal se až do míst, kde byli za dívčí války díky lsti krásné Šárky pobiti a následně pohřbeni muži ze Ctiradovy družiny. Tam se mu zjevil divoký medvěd střežící hroby Ctiradových bojovníků, díky zjevení svatého Matěje však byl kníže zachráněn. Podle jiné verze v tu chvíli vylezl z křoví statný muž, který medvěda zastřelil a poté se představil knížeti jako Matěj. Další varianta pověsti říká, že se nejednalo o divoké zvíře, ale o ochočeného medvěda patřícího chalupníku Matějovi, na což kníže přišel až ve chvíli, kdy si s ním medvěd chtěl začít hrát a olízl ho na tváři.
Z vděčnosti za svou záchranu slíbil kníže na tomto místě nechat postavit kostel zasvěcený svatému Matěji, což také učinil. Kostel byl údajně vysvěcen pražským biskupem sv. Vojtěchem. Tato dávná pověst byla zaznamenána v Kronice české sepsané v 16. století Václavem Hájkem z Libočan, ovšem mezi nejstaršími českými kostely založenými v 10. století uvádějí kostel sv. Matěje i někteří další čeští letopisci.
První spolehlivý historický údaj o kostele však pochází až z roku 1404. V důsledku husitských válek byl kostel po určitou dobu využíván věřícími přijímajícími podobojí, katolické bohoslužby byly obnoveny v roce 1521.
Protože však přestával být kostel vzhledem k počtu věřících kapacitně dostačující, byl v roce 1770 zbořen a nahrazen novým, vybudovaným v roce 1770 na témže místě nákladem Františka Xavera Strachovského rytíře ze Strachovic, probošta Metropolitní kapituly u sv. Víta v Praze. Nový kostel byl 4. července 1771 benedikován a 29. září téhož roku vysvěcen pražským světícím biskupem Janem Ondřejem Kayserem z Keysernu.

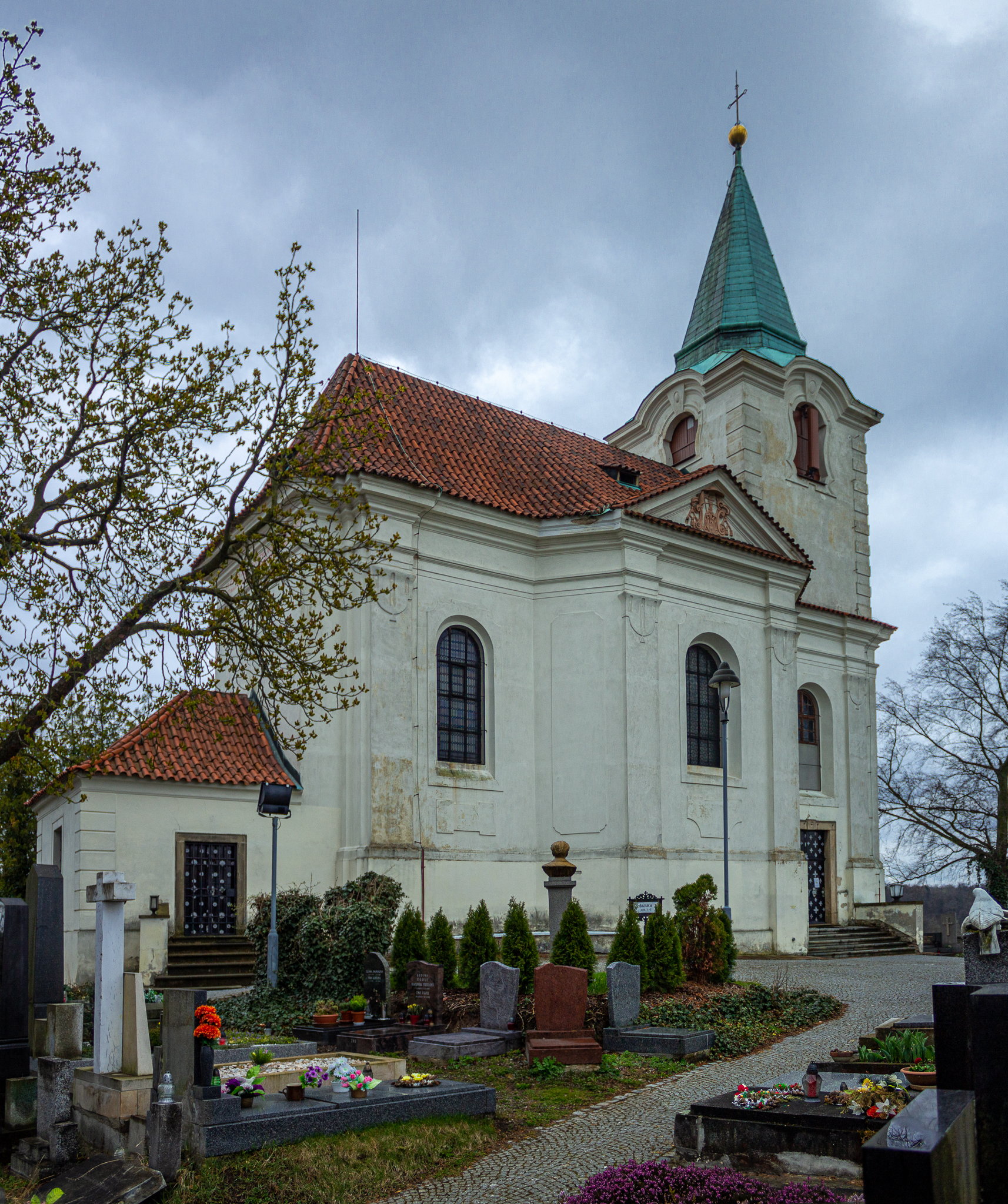
Kostel sv. Matěje

V průběhu doby byl kostel mnohokrát vyloupen (jen v letech 1772 až 1800 čtyřikrát, popáté 2. června 1820, znovu v noci na 3. ledna 1903), naposledy v 90. letech 20. století. Věž kostela byla těžce poškozena, když do ní v noci z 13. na 14. března 1840 uhodil blesk; při následném požáru byly ve věži roztaveny železné zvony, které sem byly v roce 1787 přeneseny z kostela sv. Vavřince na pražském Petříně.
Po požáru nechal jeden ze zvonů přelít probošt Václav Václavíček. Druhý zvon daroval probošt Msgre. Antonín Hora, třetí nechal ulít zdejší farář Msgre. ThDr. Rudolf Horský. Tyto tři zvony byly zrekvírovány pro válečné účely za první světové války. V roce 1927 byly v kostele instalovány dva nové zvony, které ovšem byly za druhé světové války odvezeny.

## Popis kostela
Kostel vybudovaný ve stylu pozdního baroka je dominantou celého okolí. Jedná se o prostou sálovou stavbu s věží na západní straně, menším čtvercovým kněžištěm a větší čtvercovou lodí se zkosenými rohy. Je dílem neznámého, ale zřejmě obratného architekta. Klenby mají tvar tzv. české placky. Ze severní a jižní strany zdobí fasádu malé římsované štíty trojúhelníkového tvaru, severní se znakem pražského proboštství a jižní se znakem probošta Františka Xavera Strachovského rytíře ze Strachovic.

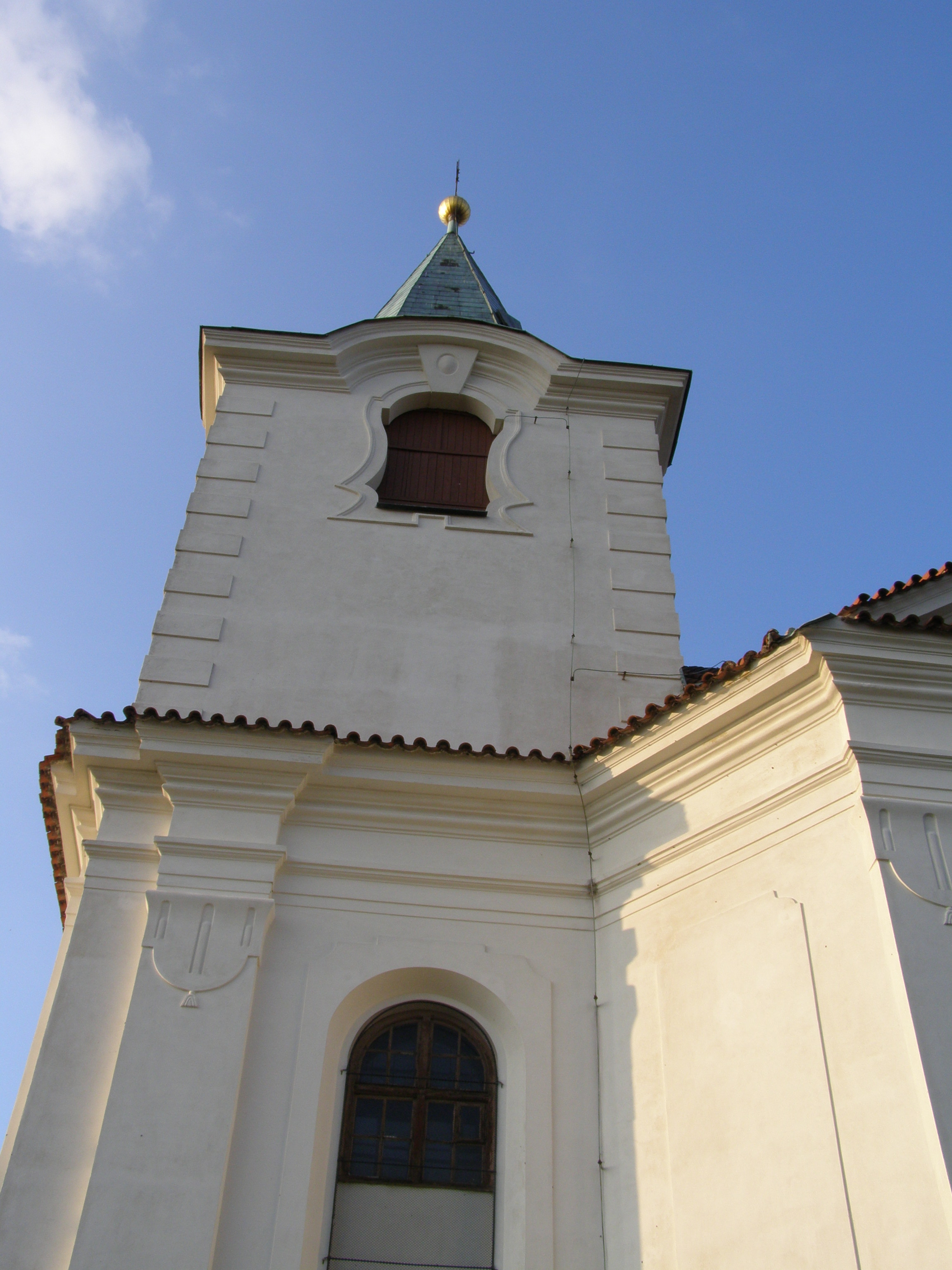
Věž kostela

Stěny jsou jemně rozčleněny pilastry s vrubovanými hlavicemi, pozdně barokní sloh vysoké umělecké úrovně se zde dále projevuje například oblamovaným, profilovaným kladím a štukovou výzdobou. Obdélná okna jsou zakončena polokruhovými oblouky.
Po dostavbě byl kostel vybaven převážně rokokovým mobiliářem, a to zčásti novým, zčásti převzatým z kostelů zrušených za vlády Josefa II.
Hlavní oltář je rokokový s krásnými řezbami a bočními brankami. Nad ním visí v rokokovém rámu neseném vyřezávanými figurami andělů obraz sv. Matěje z roku 1699, který pravděpodobně již pro původní kostel namaloval pražský malíř raného baroka Kristián Dittmann (1639-1701). Pozadí portrétu sv. Matěje tvoří výjev ilustrace pověsti o založení kostela (napadení knížete medvědem) se siluetou Hradčan. V horní části obrazu je vymalován znak objednavatele, svatovítského probošta Františka Xavera Strachovského rytíře ze Strachovic. Obraz byl v roce 1839 obnoven pražským malířem Václavem Myslivečkem.
Rokoková kazatelna bez stříšky je zdobena plastikami andílků nesoucích symboly Víry, Naděje a Lásky. Křtitelnice byla do kostela přenesena z baziliky sv. Jiří na Pražském hradě.
Po druhé světové válce byl nad kazatelnu zavěšen barokní reliéf Nejsvětější Trojice, který byl nalezený v roce 1945 a poté restaurovaný. Při vyloupení kostela v 90. letech 20. století byl však tento reliéf odcizen, takže na jeho místo byl později umístěn obraz od Jiřího Anderleho, darovaný jeho autorem. Jiří Anderle dále věnoval kostelu obraz Madony s dítětem, který byl umístěn v jihovýchodním rohu chrámové lodi.
Kněžiště je od chrámové lodi odděleno nízkou rokokovou mříží. Nad ním je na jižním pilíři hlavního oblouku zavěšen mohutný dřevěný barokní krucifix. Pod kruchtou je ve stěně zasazena mramorová nástěnná kropenka s letopočtem 1658, nad níž visí obraz sv. Salvátora Chrudimského v barokním rámu.
Varhany od pražského varhaníka Jindřicha Šiffnera věnoval kostelu probošt Msgre. doc. ThDr. Eduard Tersch v roce 1891. Poslední velká oprava se uskutečnila na konci 90. let 20. století.
Nad kruchtou se nachází hranolová věž s jehlanovou střechou.

## Perníkové betlémy
Tradice známých perníkových betlémů vystavovaných v době Vánoc v dejvickém kostele sv. Matěje vznikla v roce 1972. Jesličky měly původně asi třicet postaviček, jejich počet se však v průběhu let zvýšil na téměř čtyři stovky. Jednotlivé postavy jsou oděny do krojů z různých částí Čech, Moravy a Slezska.
Každoročně se pečou figurky čerstvé, přibližně od roku 1980 se některé z nich konzervují a uchovávají. Nejprve pekla betlém výtvarnice Helena Horálková, zhruba od roku 2004 ho peče cukrář Daniel Zítka.

## Poutě ke sv. Matěji
První záznam o konání poutí ke kostelu sv. Matěje je z roku 1595, kdy papež Klement VIII. vyhlásil na žádost tehdejšího pražského probošta Jiřího Bartholda Pontana z Breitenberka plnomocné odpustky pro poutníky do zdejšího kostela.
Od té doby se – s výjimkou krátkého období po bitvě na Bílé hoře – rozvíjela tradice velkých svatomatějských poutí. K proslulosti této pouti významně přispěla skutečnost, že se jedná o první jarní pouť v Praze. Poutní křížová cesta ke kostelu s dvanácti kapličkami začínala poblíž nynější stanice metra Hradčanská.
Vzhledem k posunu charakteru pouti od náboženského k zábavnímu a zvýšení počtu účastníků, jimž už zdaleka nepostačovalo prostranství před budovou fary, se stánky a pouťové atrakce postupně přesunuly do nižších úseků poutní cesty, zejména pak na dnešní Vítězné náměstí.
V období tzv. první republiky se této pouti účastnilo přibližně čtvrt miliónu lidí. V roce 1928 natočil režisér Josef Kokeisl film U svatého Matěje, když se slunko zasměje s dodnes známou písničkou Karla Hašlera U svatého Matěje.
Kvůli výstavbě dalších budov ČVUT v Dejvicích byla zábavní část matějské pouti od roku 1964 přesunuta do tehdejšího Parku kultury a oddechu Julia Fučíka (nynější Výstaviště) a nabyla masových rozměrů (v 90. letech 20. století se počet účastníků přiblížil jednomu miliónu, poté poněkud klesl a v posledních letech se ustálil na přibližně 700 tisíc návštěvníků).
Původní svatomatějská pouť se nyní slaví – vzhledem k přesunu svátku sv. Matěje podle českého liturgického kalendáře z 24. února na 14. května – v odlišném termínu než matějská pouť na Výstavišti.

## Farnost u sv. Matěje
V roce 1403 byla u kostela zřízena farnost (plebánie) patřící do ořechovského děkanátu (později vikariátu), která však zanikla za husitských válek (její území bylo přičleněno k farnosti u katedrály sv. Víta). Obnovena pak byla k 1. červenci 1771 v souvislosti s výstavbou současného kostela.
Od obnovení farnosti až do 31. prosince 1851 patřila farnost do pražského vikariátu, od 1. ledna 1852 do 31. prosince 1927 do libockého vikariátu (k 1. lednu 1928 přejmenovanému na ořešský vikariát). Zdejší farář Rudolf Horský už v roce 1901 žádal o připojení k pražskému vikariátu, avšak vzhledem k tomu, že se již tehdy uvažovalo o vytvoření tzv. Velké Prahy, byla změna odložena do doby, než budou Dejvice připojeny k Praze. Protože se však Msgre. Horský následně stal okrskovým vikářem libockého vikariátu, byla farnost začleněna do III. pražského vikariátu až po jeho smrti, a to od 1. ledna 1928. V něm setrvala až do reorganizace pražských vikariátů kolem poloviny 90. let 20. století, kdy byla začleněna do II. pražského vikariátu.
Dříve se farní úřad nacházel v budově čp. 20 vedle usedlosti Fišerka, což připomíná název restaurace Na staré faře, která se v tomto domě již dlouhou dobu nachází. Až do roku 1827 byla v bývalé farní budově škola a byt učitele. Nová budova fary byla vybudována v roce 1892.